# وليامز سانتاماريا فالديرا
وليامز سانتاماريا فالديرا (5 أغسطس 1962 - 30 أبريل 2021) سياسي من بيرو. شغل منصب رئيس بلدية منطقة مي بيرو.

## السيرة الشخصية
ولد فالديرا لتوريبيو سانتاماريا تشابونان وسانتوس مانويلا بالديرا تشابونان في لامباييك. درس إدارة الأعمال والدراسات الفنية في ليما.
رشح نفسه لعضوية الكونغرس عام 2011 في مقاطعة كالاو الدستورية. في عام 2014 تم انتخابه لمجلس مقاطعة فينتانيلا وترشح دون جدوى لمنصب عمدة مي بيرو في العام التالي. نجح في محاولته الثانية في عام 2018، وتولى منصبه في 19 يناير 2019.
توفي ويليامز سانتاماريا فالديرا بسبب مضاعفات مرض كوفيد 19 في كالاو في 30 أبريل 2021.